# الکساندر وورز
الکساندر وورز (انگلیسی: Alexander Wurz؛ زادهٔ ۱۵ فوریهٔ ۱۹۷۴ در وایدهوفن آندر تایا، نیدراسترایش) رانندهٔ سابق مسابقات اتومبیل‌رانی اهل اتریش است که از فصل ۱۹۹۷ تا ۲۰۰۰، و دوباره از فصل ۲۰۰۵ تا ۲۰۰۷ در مجموع در ۶۹ گراند پری از مسابقات جهانی فرمول یک شرکت کرد.
وورز در طول دوران فعالیت خود در فرمول یک در ۱ مسابقه موفق شد سریع‌ترین زمان طی یک دور پیست را به نام خود ثبت کند. او در این مسابقات ۳ بار بر روی سکو رفت و ۴۵ امتیاز را به نام خود به‌ثبت رساند.